# Ламонт Хамилтон
Ламонт Хамилтон (енгл. Lamont Alexander "Monty" Hamilton; Бруклин, Њујорк, 6. април 1984) је амерички кошаркаш. Игра на позицији крилног центра и центра, а тренутно је без ангажмана.

## Биографија
Колеџ кошарку играо је на Сент Џон'с Универзитету за екипу Сент Џон'с ред сторм у периоду од 2003. до 2007. године. 2007. је изабран и у прву петорку идеалног тима своје конференције (Big East Conference). 
На НБА драфту 2007. није изабран, па се одлучио за каријеру у Европи. По сезону је провео у шпанским нижелигашима Инка и Тенерифе. Године 2009. прешао је у француски Париз Левалоа у коме се задржао три сезоне, а својим играма заслужио је место и на Ол-стар утакмици француског првенства 2012. године. Са почетком сезоне 2012/13. вратио се у Шпанију и придружио Билбау, а играјући за овај клуб је завредео и место у првој петорци идеалног тима Еврокупа 2012/13. Од лета 2013. до децембра 2014. играо је за Лаборал кућу, да би последњег дана у 2014. години потписао за Красни октјабр и ту се задржао до краја сезоне. У сезони 2015/16. је наступао за Бешикташ.

## Успеси

### Појединачни
- Прва постава идеалног тима Еврокупа (1): 2012/13.
- Учесник Ол-стар утакмице Про А лиге Француске (1): 2012.